# موتوهارو سانو
موتوهارو سانو (انگلیسی: Motoharu Sano؛ زادهٔ ۱۳ مارس ۱۹۵۶) خواننده، تهیه‌کننده موسیقی، آهنگساز، ترانه‌سرا، ترانه‌پرداز، گیتارنواز، و مجری رادیو اهل ژاپن است. وی از سال ۱۹۸۰ میلادی تاکنون مشغول فعالیت بوده‌است.